# Leptogorgia maghrebensis
Leptogorgia maghrebensis is een zachte koraalsoort uit de familie Gorgoniidae. De koraalsoort komt uit het geslacht Leptogorgia. Leptogorgia maghrebensis werd in 1936 voor het eerst wetenschappelijk beschreven door Stiasny. 